# Teodosi de Melitene
Teodosi de Melitene (en llatí Theodosius Melitinus, en grec Θεὸδοσιος) fou un historiador romà d'Orient.
Va escriure un Cronicó que fou portat de Constantinoble a Tubinga (Alemanya) per Strephan Gerlach; un fragment sobre el matrimoni de l'emperador Teòfil amb Teodora el 830 extret de l'epítom de l'Aethiopica d'Heliodor d'Emesa fou publicat a Frankfurt el 1584, però l'obra sencera mai ha estat publicada.